# Bitwa pod Elis
Bitwa pod Elis – starcie zbrojne, które miało miejsce w roku 209 p.n.e.
W roku 209 p.n.e. Filip V zorganizował wyprawę wojenną na terytorium peloponeskiej Elidy sprzymierzonej ze Związkiem Etolskim. W okolicy Dyme do wojsk macedońskich dołączyły oddziały Związku Achajskiego pod wodzą stratega Kikliadasa. Elejczycy mieli być ukarani za zdradę, jaką było oderwanie się od Związku Achajskiego. 
Po spustoszeniu ziem Elejczyków, Macedończycy i Achajowie stanęli pod murami Elis. W mieście oprócz obrońców znajdowało się również 4 000 żołnierzy rzymskich, którzy pod wodzą prokonsula Galby w tajemnicy przed Filipem dotarli dzień wcześniej do miasta. Pod Elis wojska Filipa zostały zaatakowane przez siły Elejczyków, Etolów i Rzymian. Doszło do zaciętej bitwy, a kawaleria dowodzona przez Filipa uderzyła na oddział rzymski. W trakcie walki pod Filipem zabito konia, a on sam upadł na ziemię. Osłaniany przez swoich wojowników król walczył dalej pieszo, lecz na skutek dużej przewagi Rzymian musiał opuścić pole bitwy na podstawionym pośpiesznie koniu. W trakcie odwrotu wojska macedońskie chcąc powetować sobie porażkę pod Elis, zdobyły jedną z warowni elejskich Pyrgos, gdzie wzięto do tysiąca chłopów i zdobyto wielkie łupy oraz bydło. Następnie Macedończycy pomaszerowali na północ gdzie bunt podnieśli Dardanowie. Jeszcze tego samego roku koło Messeny Achajowie i Macedończycy ostatecznie pokonali Etolów i Elejczyków, natomiast Galba i jego wojska odpłynęły na Eginę.